# Vinka Cetinski
Vinka Cetinski (Grožnjan, 14. listopada 1947.), hrvatska turistička stručnjakinja, sveučilišna profesorica, poduzetnica, političarka i visoka državna dužnosnica. Supruga glazbenika Mirka i mati pjevača Tonyja Cetinskog i dizajnera Mattea.

## Životopis
Rođena 1947. u obitelji Andrić. Osnovno je obrazovanje stekla u Novigradu, a srednje u Puli. Studirala je na Ekonomskom fakultetu u Rijeci te Hotelijerskom u Opatiji gdje je diplomirala 1977. Magistrirala je 1984., a doktorat ekonomskih znanosti stekla je 1998. na Ekonomskom fakultetu u Rijeci disertacijom Optimalizacija organizacijske strukture poduzeća. Od 1967. do 1970. radila je kao voditeljica recepcije u hotelskom poduzeću u Novigradu, a taj je posao obavljala i sljedeće tri godine u rovinjskom hotelskom poduzeću Jadran, gdje je 1973. – 78. bila referentica u Odjelu plana i analize, pa direktorica Sektora za istraživanje, razvoj i organizaciju do 1990. Sektor marketinga u rovinjskom Jadran-turistu vodila je 1991. – 93. U politici je 1990-ih aktivna kao članica HDZ-a te je listopadu 1993. imenovana zamjenicom ministra turizma u HDZ-ovoj vladi koju će dužnost obnašati do kolovoza 2000. U međuvremenu, 1997., izabrana je za HDZ-ovu vijećnicu u Skupštini Istarske županije.
Od 1984. kontinuirano je prisutna u nastavnom procesu sveučilišnih studija, pa 1984. – 89. predaje Marketing u turizmu te 'Ekonomiku turističkog poduzeća na Fakultetu ekonomije i turizma Sveučilišta u Puli, potom 1989. – 94. Razvojnu i poslovnu politiku na istom fakultetu, a Animaciju u turizmu 1991. – 92. na Hotelijerskom fakultetu u Opatiji. Kasnije drži kolegije o Malim i srednjim poduzećima i Menadžmentu u turizmu. Godine 2000. – 03. savjetnica je u upravi rovinjske tvrtke Adria Resorts. Od ljeta 2003. s pola radnog vremena, a od 2004. s punim radi na Fakultetu za turistički i hotelski menadžment (danas Fakultet za menadžment u turizmu i ugostiteljstvu, FMTU) u Opatiji, gdje je 2013. bila pročelnica katedre za menadžment. Za docenticu je izbrana 1999., a potom i za izvanrednu te redovnu profesoricu. Iako je u mirovini i dalje je aktivna na opatijskom FTHM-u kao znanstvenica i na doktorskom studiju. Autorica je pet sveučilišnih udžbenika i knjiga iz menadžmenta u turizmu te brojnih znanstvenih i stručnih radova na području turizma. 2014. biva okrivljena, optužena u uskokovom istražnom procesu. Sudilo joj se za pronevjeru preko 76.357.728,85 kuna.

## Priznanja
Dobila je niz priznanja, a 1995. odlikovana je Redom Danice hrvatske s likom Blaža Lorkovića za osobite zasluge u gospodarstvu.